# Yūki Mutō
Yūki Mutō (武藤 雄樹 Mutō Yūki?,  Zama, Kanagawa, 7 de noviembre de 1988) es un futbolista japonés. Juega de delantero y su equipo es el S. C. Sagamihara de la J3 League de Japón.

## Trayectoria

### Clubes
| Club               | País  | Año       |
| ------------------ | ----- | --------- |
| Vegalta Sendai     | Japón | 2011-2014 |
| Urawa Red Diamonds | Japón | 2015-2021 |
| Kashiwa Reysol     | Japón | 2021-2024 |
| S. C. Sagamihara   | Japón | 2024-     |

### Selección nacional
| Selección | País  | Año           |
| --------- | ----- | ------------- |
| Absoluta  | Japón | 2015-presente |

## Palmarés

### Títulos nacionales
| Título             | Club               | País  | Año  |
| ------------------ | ------------------ | ----- | ---- |
| Copa J. League     | Urawa Red Diamonds | Japón | 2016 |
| Copa del Emperador | Urawa Red Diamonds | Japón | 2018 |

### Títulos internacionales
| Título                      | Club               | Sede    | Año  |
| --------------------------- | ------------------ | ------- | ---- |
| Copa Suruga Bank            | Urawa Red Diamonds | Saitama | 2017 |
| Liga de Campeones de la AFC | Urawa Red Diamonds | Saitama | 2017 |

### Distinciones individuales
| Distinción                           | Año  |
| ------------------------------------ | ---- |
| MVP del Mes de la J. League          | 2015 |
| Goleador de la Copa del Este de Asia | 2015 |